# NGC 3795B
NGC 3795B is een elliptisch sterrenstelsel in het sterrenbeeld Grote Beer. Het hemelobject werd op 18 maart 1790 ontdekt door de Duits-Britse astronoom William Herschel.

## Synoniemen
- UGC 6604
- MCG 10-17-29
- ZWG 292.13
- PGC 36037